# Michael Zerafa
Michael Zerafa (Melbourne, 25 marzo 1992) è un pugile australiano appartenente alla categoria dei pesi medi leggeri.

## Carriera pugilistica
All'inizio della sua carriera, è stato il campione della Victoria superwelter.
Il 24 ottobre 2014, ha perso contro Arif Magomedov nel suo primo incontro al di fuori dell'Australia quando per il titolo dei pesi medi della WBO Youth and Asia Pacific.
Il 12 settembre 2015, ha perso per knock-out contro Peter Quillin nel suo secondo incontro fuori dall'Australia. L'impatto dei colpiti suiti gli ha fatto lasciare l'arena su una barella.
Il 22 aprile 2016, Zerafa ha sconfitto Yosuke Kirima per il titolo dei pesi medi IBF Pan Pacific.
Il 5 novembre 2018, è stato annunciato che Zefara avrebbe affrontato Kell Brook alla Sheffield Arena l'8 dicembre 2018, nell'incontro WBA World Super-Welterweight Title Eliminator.

## Vita privata
Sua madre è australiana mentre suo padre è maltese.